# 鹿鳴館 (戯曲)
『鹿鳴館』（ろくめいかん）は、三島由紀夫の戯曲。全4幕から成る。三島の代表作の一つで、繰り返し上演され続けている人気の高い演目である。明治19年の天長節に鹿鳴館で催された大夜会を舞台に、政治と恋、陰謀と愛憎の渦の中で翻弄される男女・親子の悲劇をドラマチックに描いた物語。修辞に富んだ詩的で高揚感のある台詞まわしと緻密な構成で、華やかな様式美の大芝居が楽しめる作品である。三島は自作について、〈この芝居はいはば、私のはじめて書いた「俳優芸術のための作品」である〉と記している。
1956年（昭和31年）、文芸雑誌『文學界』12月号に掲載され、初演はその号の発売直後の11月27日、文学座創立20周年記念公演として第一生命ホールで上演された。単行本は翌年1957年（昭和32年）3月5日に、東京創元社より刊行され、文庫版は新潮文庫で刊行された。翻訳版は佐藤紘彰訳（英題：The Rokumeikan）、フランスのGeorges Neyrand訳（仏題：Le Palais des fêtes）で行われている。

## 作品成立・概要
『鹿鳴館』の舞台は、明治時代の落成間もない鹿鳴館で、登場人物は華族（維新の功臣で勲功華族ともいう）たちである。舞台当日の大夜会は、ピエール・ロティの『江戸の舞踏会』と、芥川龍之介の『舞踏会』に描かれた舞踏会が下敷きとなっている。三島はその意味について、鹿鳴館で踊る日本人の滑稽な様を描いた当時の風刺画そのままの再現ではなく、われわれのイメージの中の〈現実よりはずつと美しい〉舞踏会、〈ノスタルジヤに彩られて、日本近代史上まれに見る花やかなロマンチックな時代〉を描くことであるとし、以下のように解説している。
また、三島が自身の演出で上演したいと考えていたヴィクトル・ユーゴーの『ルクレツィア・ボルジア』（リュクレース・ボルジア）の人物設定なども、藍本になっているのではないかという村松剛や今村忠純の指摘もある。ちなみに、三島自身もボルジャ家について、〈私は生得ボルジャ家の代々が好きである。チエザレ・ボルジャもルクレツィア・ボルジャも好きである〉と語っている。
『鹿鳴館』の「大時代的」な風味や、台詞まわしには、三島が少年期から親しんでいた歌舞伎の影響もあり、その「台詞で構築された、台詞を聞かせる、幾層にも張り巡らされた愛と陰謀のスリリングな悲劇」は、「伝統的でありながら、斬新」でもあり、劇場で芝居の楽しみを味わえる作品だと松本徹は解説し、有元伸子も「緊密に構成され修辞に満ちた絢爛たるセリフによる緊張感と、シアトリカルで楽しめる大芝居の二つの要素を兼ね合わせている」作品だとしている。
三島は『鹿鳴館』を〈俳優芸術のための作品〉だとし、作中の登場人物たちに、人が人を信頼すること、骨肉の情愛や憎悪、人が人を動かす政治についての怜悧な洞察のある長い台詞を吐露させているが、そういったところも聴きどころの一つで、俳優の力量が試される（ゆえに主演はベテラン俳優たちが演じることが多い）。また、ストーリー展開やドラマチックな要素で娯楽性が高い作品だが、「練られた台詞」に緊張感のあるため、「役者の技術だけでなく、身体性や経験、持ち前の雰囲気やパワーまでも総動員しなければ、通俗劇に堕する危険」があると佐藤秀明は指摘しており、役者にとっては難しい芝居である。
執筆当時、文学座に籍を置いていた三島は、看板女優の杉村春子を念頭において『鹿鳴館』を書いたが、1963年（昭和38年）に、戯曲『喜びの琴』の上演中止問題（喜びの琴事件）から、三島と文学座が絶縁となって以降は、文学座による上演は止められ、その後は劇団新派の代表作となり、初代・水谷八重子の八重子十種の一つとして、新派劇の主要な演目となった。初代・水谷八重子没後の公演では、二代目・水谷八重子、市川團十郎の主演で上演された。近年は、劇団四季のレパートリー演目としても公演されている（演出・浅利慶太。主演・日下武史ほか）。
なお、1956年（昭和31年）の初演と1958年（昭和33年）の東京公演では、三島自身も3幕目で鹿鳴館を模様替えする大工・植木職人に扮し、今で言うカメオ出演をしている（三島自身は座興と述べている）。
テレビドラマ化は、1959年（昭和34年）に初演舞台と同じキャストでフジテレビで放映。1961年（昭和36年）は主演に佐分利信を迎え、それ以外は初演舞台とほぼ同じキャストでTBSテレビで放映。1970年（昭和45年）は岩下志麻・芦田伸介主演でNHKで放映。近年は2008年（平成20年）正月に田村正和・黒木瞳主演でテレビ朝日で放映された。映画化は1986年（昭和61年）に東宝によって菅原文太・浅丘ルリ子主演、市川崑監督でなされた。数億円を投じて東宝の大ステージいっぱいに再現された豪華な鹿鳴館セットが話題を呼んだ。

## 歴史背景・モデル
明治維新で武士は廃されたが、本来の華族（旧大名家や旧公家から成る諸侯華族）ではない将軍・大名の一族や、功労者（主に下級武士出身）にも国家への勲功により、1883年（明治16年）に爵位が与えられ、新華族となった。また、旧大名は維新後数年で、公卿は十数年で政治の実務からは外されており、1884年（明治17年）の内閣制度発足後に閣僚となったのは、功労者出身の新華族とこれに続く官僚、軍人のみであった。
『鹿鳴館』ではこういった華族、新華族、閣僚らが主要登場人物となり、実在、架空とりまぜて造形されているが、井上馨と井上武子夫人が主催した天長節夜会当日の1886年（明治19年）11月3日に、この作品内で起こるような事件は起こっていない。なお、外務大臣・影山悠敏伯爵と、「自由党」の壮士・清原永之輔のモデルはそれぞれ、井上馨と後藤象二郎であることは、三島の「創作ノート」から見て取れる。後藤象二郎はこの時期征韓論に敗れて野から自由民権運動を指揮していたが、それ以前は井上馨より早く参議（閣僚である卿より上席）に就いており、また後には伯爵に叙されて閣僚も歴任している。このように二人の関係が、権力者と草の根の反体制活動家ではなく、あくまで二人の大物政治家の政争である点は、劇中の影山と清原の関係にも投影されている。なお、井上と後藤は下級武士出身者が多い明治維新関係者の中では、比較的富裕な中級武士出身者であった（後藤は最終的には実質的な家老にまでのぼっている）点も共通している。
また、明治期にあっては、首相たちを含む政治家・貴顕たちは、芸者を愛人としただけでなく、正妻とすることも一般的に行われていた。朝子＝影山伯爵夫人もその一人で、これは隠すべきことでも恥ずべきことでもなかった。三島の「創作ノート」には、「伊藤夫人、陸奥夫人―中心人物」と記されており、朝子のモデルは、井上武子よりも、伊藤博文の夫人・伊藤梅子の方から造形されたのではないかという見方も一部にはある。井上武子が芸者であったかは不明だが、伊藤梅子が元芸者「小梅」であり、陸奥宗光の夫人・陸奥亮子も元芸者「小鈴」であったことはよく知られている。

## あらすじ
時は1886年（明治19年）11月3日の天長節。
第1幕 - 午前10時。影山伯爵邸・庭内にある茶室潺湲亭。
天長を祝う観兵式が行われている日比谷の練兵場を見渡せる影山伯爵邸・庭内の茶室潺湲亭に集まった華族夫人たちの前に、元・新橋の芸者だった影山伯爵夫人・朝子が現われた。朝子は輝くような美しさと人当りのよさで華族夫人たちの中心となっていた。公卿の出、大徳寺侯爵夫人・季子も朝子を崇拝するひとりで、娘・顕子の恋人の問題で助言を求めてきた。恋人の名は自由民権運動家・清原永之輔の息子・清原久雄だという。その名を聞いた時、朝子は心臓が止まる程ショックを受ける。話を聞くと、久雄は何か危険な行動へ出ようとしているらしい。そして今、その久雄を呼んできているという。
朝子は久雄の危険な計画を止めさせようと、自分が久雄の実の母であること、芸者時代の自分と永之輔との愛とを打ち明ける。だが久雄は、自分が今夜暗殺しようとしている相手は影山伯爵ではなく、父・清原永之輔であると意外なことを言った。
第2幕 - 午後1時。同所。
朝子は、かつての恋人で今も愛している清原永之輔を邸に呼びつけた。清原が今夜の鹿鳴館の舞踏会に、自由民権運動の一党を引き連れ乱入して来ることを止めさせようとするためだった。しかし清原は朝子の説得を容易に聞き入れない。そこで朝子は、これまで鹿鳴館の夜会には出ないことにしていた主義を翻し、今夜は自分が主宰者として出ると宣言する。朝子は、私の夜会をぶち壊しにしないで下さい、あなたの命をお救いしたい一心の贈物ですと清原を説得し、承諾させる。
影山伯爵が側近の飛田天骨と観兵式から帰ってきて茶室にやって来た。外務卿の影山伯爵は、内閣切っての実力者と自他共に認める存在だった。清原を急いで帰らせた朝子と女中・草乃は木蔭に隠れ、影山伯爵と飛田が話している内容を聞いてしまう。清原永之輔の暗殺計画の首謀者は実は、夫・影山伯爵だったのである。身を現わした朝子は、今夜は壮士の乱入はありません、と夫にきっぱり宣言する。
第3幕 - 午後4時。鹿鳴館の2階。
実の母・朝子に舞踏会に出るように命じられ、正装した久雄が恋人・顕子と鹿鳴館の2階にいる。やがて2人は朝子と季子に伴われ広間へ移動し、代わりにそこへ影山伯爵と草乃がやって来る。影山伯爵は草乃を強引に籠絡し一切を聞き出す。清原率いる壮志乱入がないことが確実だと知った影山伯爵は、偽の斬り込み隊を乱入させ、草乃を使い清原に知らせて、彼をおびき寄せる計画をする。そして朝子の計らいで今夜、父は乱入しないと思っている久雄に対し、そんなものを信じているのかとそそのかし、彼にピストルを渡す。
第4幕 - 午後9時すぎ。鹿鳴館の2階。舞踏場。
華やかな舞踏会が始まった。やがて給仕が朝子へ壮志の乱入を知らせた。朝子は階段の上で凛として立ちはだかり、これを阻止する。本物の壮志乱入と思い込んだ久雄は自分の母を裏切った父に激昂し、戸外へ出ていく。銃声が2発轟いた。朝子は、とうとう久雄はやってしまったと思ったが、露台に現われたのは清原永之輔であった。自分との約束を破り、久雄まで殺した清原を朝子はなじるが、実は久雄はわざと弾をはずし、自分が父に撃たれ死ぬことを選んでいたのであった。そして清原は、自分が朝子との約束を破ったのではないこと、偽の壮志を仕向けたのは影山伯爵であると告げて去っていく。
朝子と影山伯爵は激しく言い合う。そして今夜かぎりで別れ、清原の元へ行こうと決心した朝子と影山伯爵はいつわりのワルツを踊る。そこへ戸外で銃声が一発轟く音がする。

## 舞台公演

### 初演
- 文学座創立20周年記念公演
  - 1956年（昭和31年）11月27日 - 12月9日 東京・第一生命ホール、
12月12日 - 17日 大阪・毎日会館、12月18日 神戸国際会館、12月20日 - 21日 京都・弥栄会館
  - 演出：松浦竹夫。音楽：石桁真礼生。舞台監督；荒川哲生
  - 東京公演では、三島由紀夫が鹿鳴館を模様替えする大工・植木職人に扮し出演。千秋楽の12月9日のカーテンコールで本年度最低演技賞として大根2本が三島に渡された[16]。
  - 1957年（昭和32年）10月は、福島市、長岡市、新潟市、甲府市、静岡市、岡山市、福山市、八幡市、福岡市、大牟田市、宇部市、徳島市、水戸市、宇都宮市の全国14か所で上演。
  - 1958年（昭和33年）1月7日 - 15日 東京・東横ホール、2月8日 - 9日 名古屋・名鉄ホールで上演。
  - 1958年（昭和33年）8月、9月は、三島市、東京・産経ホール、釜石市、夕張市、美唄市、砂川市、芦別市、釧路市、旭川市、札幌市、秋田市、盛岡市、仙台市の全国13か所で上演。
  - 1959年（昭和34年）11月は、延岡市、福岡市、長崎市、鹿児島市、岐阜市、神岡町の全国6か所で上演。

#### キャスト
- 影山悠敏伯爵：中村伸郎
- 影山伯爵夫人・朝子：杉村春子
- 大徳寺侯爵夫人・季子：長岡輝子
- 大徳寺顕子：丹阿弥谷津子
- 清原永之輔：北村和夫
- 清原久雄：仲谷昇
- 飛田天骨：宮口精二
- 女中頭・草乃：賀原夏子
- 宮村陸軍大将：三津田健

ほか

### 初演以降のおもな公演
- 新派公演
  - 1962年（昭和37年）11月2日 - 26日 東京・新橋演舞場、12月1日 - 25日 大阪・新歌舞伎座
  - 演出：戌井市郎。音楽：石桁真礼生
  - 出演：水谷八重子、森雅之、京塚昌子、波野久里子、伊志井寛、ほか
  - 昭和37年度芸術祭参加。
  - 1962年（昭和37年）11月19日 NHKラジオ第二で東京公演を舞台中継。
- NLT第6回公演
  - 1967年（昭和42年）6月3日 - 18日 東京・紀伊國屋ホール、6月20日 - 21日 神奈川県立青少年ホール、
6月23日 - 27日 大阪・朝日座、7月4日 平塚市民センター
  - 演出：松浦竹夫。音楽：石桁真礼生。舞台監督：和久田誠男。
  - 出演：村松英子、中村伸郎、真咲美岐、寺田史、勝部演之、中山仁、ほか
- 松竹 三島由紀夫作品連続公演 I
  - 1972年（昭和47年）12月3日 - 27日 東京・日生劇場
  - 演出：松浦竹夫。音楽：石桁真礼生
  - 出演：水谷八重子、山形勲、山岡久乃、波乃久里子、尾上辰之助、ほか
  - ビクターより1973年（昭和48年）11月19日、舞台録音のLPレコード発売。
- 水谷八重子追悼 春の新派祭
  - 1980年（昭和55年）2月1日 - 26日 東京・明治座
  - 演出：戌井市郎。音楽：石桁真礼生
  - 出演：水谷良重（現・水谷八重子）、坂東玉三郎、菅原謙次、紅貴代、井上英以子、安井昌二、ほか
- 帝劇4月特別公演
  - 1982年（昭和57年）4月5日 - 30日 東京・帝国劇場
  - 演出：石井ふく子。音楽：内藤法美
  - 出演：佐久間良子、芦田伸介、奈良岡朋子、東てる美、細川俊之、江藤潤、ほか
- 松竹現代劇10月公演
  - 1988年（昭和63年）10月4日 - 28日 東京・日生劇場
  - 演出：戌井市郎。音楽：内藤孝敏
  - 出演：若尾文子、平幹二朗、東恵美子、手塚理美、勝野洋、榎木孝明、ほか
- 松竹百年記念 二代目水谷八重子襲名披露 11月新派特別公演
  - 1995年（平成7年）11月1日 - 26日 東京・新橋演舞場
  - 演出：戌井市郎。音楽：石桁真礼生
  - 出演：水谷八重子、市川團十郎、英太郎、寺島しのぶ、市川新之助（現・市川海老蔵）、中山仁、ほか
- テレビ東京主催・ポイント東京製作公演
  - 2004年（平成16年）1月23日 - 2月15日 東京・ル・テアトル銀座
  - 演出：山田和也。音楽：浅野孝己
  - 出演：佐久間良子、平幹二朗、寿ひずる、片岡京子、近藤正臣、平岳大、ほか

劇団四季  自由劇場  2006年初演　浅利慶太演出　衣装 森英恵  音楽 林光 フラワーデザイン 假屋崎省吾　　日下武史　野村玲子　末次美沙緒　濱田めぐみ　広瀬明雄　田邊真也　芝清道

## テレビドラマ

### 1959年版
木曜観劇会『鹿鳴館』
フジテレビ 1959年（昭和34年）7月9日 木曜日 20：00 - 21：45（JST）

#### スタッフ
- 脚色：松浦竹夫
- 演出：松浦竹夫
- 音楽：石桁真礼生

#### キャスト
- 影山悠敏伯爵：中村伸郎
- 影山伯爵夫人・朝子：杉村春子
- 大徳寺侯爵夫人・季子：長岡輝子
- 清原永之輔：北村和夫
- 清原久雄：仲谷昇
- 有馬昌彦
- 松下砂稚子

### 1961年版
近鉄金曜劇場『鹿鳴館』
TBS 1961年（昭和36年）12月1日、8日（全2回） 金曜日 20：00 - 21：00（JST）

#### スタッフ
- 脚本：松浦竹夫
- 演出；松浦竹夫、石井甫

#### キャスト
佐分利以外は、初演舞台版とほぼ同じキャストである。
- 影山悠敏伯爵：佐分利信
- 影山伯爵夫人・朝子：杉村春子
- 大徳寺侯爵夫人・季子：長岡輝子
- 大徳寺顕子：丹阿弥谷津子
- 清原永之輔：北村和夫
- 清原久雄：仲谷昇
- 有馬昌彦
- 北城真記子

#### 前後番組
| TBS系列 近鉄金曜劇場（1961年12月1日 - 12月8日） | TBS系列 近鉄金曜劇場（1961年12月1日 - 12月8日） | TBS系列 近鉄金曜劇場（1961年12月1日 - 12月8日） |
| 前番組                                          | 番組名                                          | 次番組                                          |
| ----------------------------------------------- | ----------------------------------------------- | ----------------------------------------------- |
| わが隣人 【中部日本放送制作】                   | 鹿鳴館 【TBS制作】                              | 家族会議 【ABC制作】                            |

### 1970年版
ドラマ『鹿鳴館』
NHK総合 1970年4月25日 土曜日 22:10 - 23:40（JST）

#### スタッフ
- 脚本：松浦竹夫
- 演出：和田勉
- 音楽：冨田勲

#### キャスト
- 影山悠敏伯爵：芦田伸介
- 影山伯爵夫人・朝子：岩下志麻
- 田村正和
- 梓英子
- 荒木道子
- 中谷一郎
- 内田朝雄
- 岩崎加根子
- 楠侑子
- 里見京子

### 2008年版
tv asahi 50th anniversary　開局50周年記念tv asahi（テレビ朝日開局50周年記念ドラマスペシャル）『鹿鳴館』
テレビ朝日系列  2008年（平成20年）1月5日 土曜日 21：00 - 23：09(JST)
視聴率12.2%。

#### キャスト
- 影山悠敏伯爵：田村正和
- 影山伯爵夫人・朝子：黒木瞳
- 大徳寺顕子：石原さとみ
- 清原久雄：松田翔太
- 明治天皇：真島公平
- 大徳寺侯爵夫人・季子：麻生祐未
- 藤田朋子
- 山本未來
- 鈴木一真
- 桐野侯爵夫人：筒井真理子
- 宮崎彩子
- 王妃殿下：原千果子
- 伊藤博文：風間杜夫
- 女中頭・草乃：高畑淳子
- 飛田天骨；橋爪功
- 清原永之輔：柴田恭兵
- ナレーション：野際陽子

ほか

#### スタッフ
- 原作：三島由紀夫
- 脚本：鎌田敏夫
- 監督：藤田明二
- テーマ音楽：古澤巌（劇中でも出演）
- 音楽プロデュース：EDISON
- 技斗：二家本辰巳
- ガンエフェクト：パイロテック（大宮敏明、竹田壮志、古川宏）
- ダンス振り付け指導：浦辺日佐夫
- 所作指導：小笠原流礼法宗家本部
- 美術協力：テレビ朝日クリエイト
- 車輌：マエダオート
- 技術協力：バスク
- ロケ協力：清泉女子大学、小山町フィルムコミッション、八王子フィルムコミッション、みうら映画舎、ワープステーション江戸、市原ぞうの国、東京国立博物館、六義園、江戸東京たてもの園、千葉県立房総のむら、はん亭、三浦市営業開発課
- スタジオ協力：角川大映撮影所
- 製作協力：シネハウス（ラインプロデューサー：牧義寛、小林正知）
- 協力プロデューサー：江平光男
- プロデュース：藤本一彦、小橋智子（テレパック）
- チーフプロデューサー：五十嵐文郎
- 製作著作：テレビ朝日

#### 遅れネット局
KNB 北日本放送（日本テレビ系列） 2008年（平成20年）2月2日土曜日14：50 - 16：55放送

## 映画
東宝配給で1986年（昭和61年）9月20日に公開された。上映時間は125分。貸ビル「丸源」を多数所有していた実業家の川本源司郎が「マルゲンフィルム」名義で製作し、数億円を投じて再現された鹿鳴館や影山伯爵邸の豪華セット、セリフを舞台風に読ませた大胆な演出などで話題になった。
しかし、本作はマルゲンフィルムの解散と権利上の問題で封印されている。作品そのものの版権と原盤の所在が不明確で、そのためソフト化はもちろん上映も困難となっている。そもそも川本の意志によりビデオ化等はもとより、封切り以外の公開を一切許していないともされる。川本は2024年に死去したが、生涯独身だった川本の権利がどのように相続されたかも公になっていない。
ただし上映用フィルムは国立映画アーカイブに所蔵されており、2003年の特集「映画監督 市川崑(2)」において、9月18日と10月3日に上映された。
なお、三島が存命中の1957年（昭和32年）にも、渋谷実監督により松竹で映画化の企画があったが、実現には至らなかった。

### 製作
元は実在する鹿鳴館を題材にしたドラマ企画が市川崑監督に持ち込まれ、市川が以前に三島の戯曲を映画化したいと周囲に漏らしていた事もあり、戯曲の映画化が決定した。その後、スポンサーにマルゲンフィルムの川本源司郎が名乗りを上げ、製作が始まった。
調布基地跡（関東村跡地）に、鹿鳴館のファサードを原寸大で再現した制作費1億円のオープンセットが組まれ、和装と舞踏会の場面で使用する夜会服は三松の斎藤寛社長の全面協力で制作された。衣装監修の斎藤寛はフランスのパリ装飾芸術美術館衣装博物館（Musée des Arts décoratifs）を見学後、現地駐在員の助けを借りて19世紀当時のドレス７点を購入している。影山伯爵邸の庭園は京都嵐山の中山邸（現・宝厳院）にて撮影。
市川は三島の戯曲の忠実な映像化に拘り、芝居の演出も舞台演劇そのままの様式を採用したが、後年、「やっぱり観る人にどこかで違和感を与えているんですね。演劇ではOKだからと、あえて映画でそれをやったのが間違いだった。もう少し慎重な計算が必要だった」と失敗の弁を述べている。同年度キネマ旬報ベストテン14位。微妙に高評価とまでは至らなかった。

### 受賞
- 第10回日本アカデミー賞最優秀美術賞（村木忍）[29]
- 映画技術賞美術部門（村木忍）
- 年間代表シナリオ選出

### キャスト
- 影山悠敏伯爵：菅原文太
- 影山伯爵夫人朝子：浅丘ルリ子
- 清水永之輔：石坂浩二
- 清水久雄（永之輔の息子）：中井貴一
- 清水健次郎（永之輔の息子）：尾美としのり
- 大徳寺侯爵令嬢顕子：沢口靖子
- 大徳寺侯爵夫人季子：岸田今日子
- 飛田天骨：井川比佐志
- 赤星以蔵（馭者）：渡辺篤史
- 影山家女中頭・草乃：浅利香津代
- 宮村陸軍大将：平野稔
- 宮村夫人則子：横山道代
- 坂崎男爵：丸岡奨詞
- 坂崎男爵夫人定子：三條美紀
- 鹿鳴館館長伊集院：常田富士男
- 給士長・山本：遠藤征慈
- 館員・青木：入江隆（現・入江崇史）
- 法制局々長・高柳：佐々木勝彦
- 内閣総理大臣伊藤博文：三橋達也
- 伊藤夫人梅子：高林由紀子
- 大山巌：井上博一
- 大山夫人捨松：森田遙
- 谷干城：神山繁
- 式部官：浜村純
- 塾生：佐藤正文、清末裕之、井上浩
- 贋壮士：川崎博司、永妻晃、倉尾烈、保木本竜也、小林一師、葛城佑
- 給士長・川田：田辺千秋
- 給仕長・小西：茂木繁
- 給仕長・松井：小柳金弘
- 長屋の中年男：早田文次
- 館員：藤堂貴也、牧村泉三郎、神崎智孝

### スタッフ
- 監督：市川崑
- 製作：川本源司郎
- プロデューサー：藤井浩明、馬場和夫
- 企画：川本源司郎
- 脚本：日高真也、市川崑
- 原作：三島由紀夫
- 撮影：小林節雄
- 美術：村木忍
- 編集：長田千鶴子
- 音楽：山本純ノ介、谷川賢作
- 衣裳：斉藤育子
- 衣裳デザイン：ワダ・エミ
- 衣裳監修：斎藤寛
- 衣裳協力：三松、エメ
- 照明：下村一夫
- 録音：大橋鉄矢
- 記録：原田良子
- 助監督：吉田一夫
- 製作担当：上原英和
- スチール：橋山直己
- 現像：IMAGICA

## オペラ
- オペラ『鹿鳴館』 新国立劇場創作委嘱作品
  - 2010年（平成22年）6月24日 - 27日、 新国立劇場中劇場
  - 音楽：池辺晋一郎。指揮：沼尻竜典。合唱：新国立劇場合唱団。管弦楽：東京交響楽団
  - 上演台本：鵜山仁。演出：鵜山仁
  - 出演：黒田博、与那城敬、大倉由紀枝、腰越満美、永田直美、坂本朱、幸田浩子、安井陽子、経種廉彦、小原敬楼、ほか
  - 初オペラ化

## おもな刊行本
- 『鹿鳴館』（新潮社、1957年3月5日） NCID BA30933105
  - 装幀：駒井哲郎。紙装。赤茶色帯。193頁
  - 収録作品：「鹿鳴館」「大障碍」「道成寺」
  - カバー袖に「鹿鳴館」文学座公演の舞台写真6葉（撮影：剣持加津夫）。
  - 両見返しに伊藤熹朔による「鹿鳴館」文学座公演の装置平面図。
  - 帯（裏）に「杉村春子の名演技で、文学座の記念公演を飾った『鹿鳴館』は、好調渋谷実監督の文芸大作として松竹映画化鋭意進行中！」とあるが、この映画化は実現していない。
- 文庫版『鹿鳴館』（新潮文庫、1984年12月20日）
  - カバー装幀：辰己四郎
  - 収録作品：「鹿鳴館」「只ほど高いものはない」「夜の向日葵」「朝の躑躅」
  - 自作解題：「作者の言葉（鹿鳴館）」「『鹿鳴館』について（文学座プログラム掲載）」「『鹿鳴館』について（毎日新聞掲載）」「あとがき（鹿鳴館）」「美しき鹿鳴館時代――再演『鹿鳴館』について」「『鹿鳴館』再演」「上演される私の作品――『葵上』と『只ほど高いものはない』」「『葵上』と『只ほど高いものはない』」「あとがき（夜の向日葵）」「『朝の躑躅』について」
  - のちにカバーに映画（1986年9月封切）のスチールを使用したものあり。
- 『鹿鳴館』（ぬ利彦出版・名作舞台シリーズ、1990年10月27日）
  - 監修：戌井市郎。紙装。A5判。紫色帯。
  - 収録内容：「鹿鳴館」「美しき鹿鳴館時代――再演『鹿鳴館』について」
  - 付録：戌井市郎「『鹿鳴館』回想」。鹿鳴館上演記録
  - 口絵写真8頁8葉（歴代・影山朝子舞台写真7葉、舞踏会場面1葉）。本文中に舞台写真29葉。
- 英文版『My Friend Hitler and Other Plays』（訳：佐藤紘彰）（Columbia University Press、2002年11月15日。他）
  - 収録作品：鹿鳴館（The Rokumeikan）、楽屋で書かれた演劇論（Backstage Essays）、朱雀家の滅亡（The Decline and Fall of The Suzaku）、わが友ヒットラー（My Friend Hitler）、癩王のテラス（The Terrace of The Leper King）、悪の華（The Flower of Evel： Kabuki）、椿説弓張月（A Wonder Tale： The Moonbow）

### 全集収録
- 『三島由紀夫全集21（戯曲II）』（新潮社、1974年12月25日）
  - 装幀：杉山寧。四六判。背革紙継ぎ装。貼函。
  - 月報：矢代静一「とりとめもないこと」。《評伝・三島由紀夫 20》佐伯彰一「伝記と評伝（その11）」。《同時代評から 20》虫明亜呂無「『わが友ヒットラー』をめぐって」
  - 収録作品：「地獄変」「葵上」「若人よ蘇れ」「溶けた天女」「ボン・ディア・セニョーラ」「鰯売恋曳網」「班女」「熊野」「三原色」「船の挨拶」「白蟻の巣」「芙蓉露大内実記」「大障碍」「鹿鳴館」「道成寺」
  - 同一内容で豪華限定版（装幀：杉山寧。総革装。天金。緑革貼函。段ボール夫婦外函。A5変型版。本文2色刷）が1,000部あり。
- 『三島由紀夫戯曲全集 上巻』（新潮社、1990年9月10日）
  - 四六判。2段組。布装。セット機械函。
  - 収録作品：「東の博士たち」「狐会菊有明」「あやめ」「火宅」「愛の不安」「灯台」「ニオベ」「聖女」「魔神礼拝」「邯鄲」「綾の鼓」「艶競近松娘」「卒塔婆小町」「紳士」「只ほど高いものはない」「夜の向日葵」「室町反魂香」「地獄変」「葵上」「若人よ蘇れ」「溶けた天女」「ボン・ディア・セニョーラ」「鰯売恋曳網」「ボクシング」「班女」「恋には七ツの鍵がある」「熊野」「三原色」「船の挨拶」「白蟻の巣」「芙蓉露大内実記」「大障碍」「鹿鳴館」「オルフェ」「道成寺」「ブリタニキュス」「朝の躑躅」「薔薇と海賊」「むすめごのみ帯取池」〔初演一覧〕
  - 下巻と2冊組での刊行。
- 『決定版 三島由紀夫全集22巻 戯曲2』（新潮社、2002年9月10日）
  - 装幀：新潮社装幀室。装画：柄澤齊。四六判。貼函。布クロス装。丸背。箔押し2色。
  - 月報：小林信彦「同時代の一読者として」、岸田今日子「わたしの中の三島さん」、〔天球儀としての劇場2〕田中美代子「詩から戯曲へ」
  - 収録作品：「室町反魂香」「地獄変」「葵上」「若人よ蘇れ」「溶けた天女」「ボン・ディア・セニョーラ」「鰯売恋曳網」「ボクシング」「班女」「恋には七ツの鍵がある」「熊野」「三原色」「船の挨拶」「白蟻の巣」「芙蓉露大内実記」「大障碍」「鹿鳴館」「『溶けた天女』創作ノート」「『鹿鳴館』創作ノート」